# Aoiro
aoiro（アオイロ）は、日本の3人組音楽ボーカルユニット。ビクターミュージックアーツ所属。2017年結成。

## 略歴
- 2017年
  - 4月9日、aoiroを結成。活動開始。当時はインディーズ音楽無料配信サイトeggsにも曲を投稿していた。[3]
  - 9月30日、渋谷TAKEOFF7のワンマンライブに結成半年にして200人を動員する。
- 2018年
  - 4月9日、結成1周年記念に渋谷duo music exchange ワンマンを開催しそこで400人を動員する。
  - 8月8日、2ndミニアルバムリリース記念に全国ツアーを開催し全国11カ所にて行った。
  - 11月24日、青山RizMにてツアーファイナルワンマンを開催。
- 2019年9月26日、渋谷TSUTAYA O-EASTにてワンマンライブ開催。
- 2020年
  - 4月8日、1stフルアルバム『未来パイロット』をリリースし、インディーズデビュー[4][1]。
  - 12月18日、2021年5月15日の東京Veats Shibuyaでのワンマンライブをもって無期限活動休止を発表[5]。
- 2021年
  - 5月15日、aoiro無期限活動休止前ラストライブ開催。オノシュンヤと織田智朗は事務所を退所[6][7]。

## メンバー
- 松浦航大（まつうら こうだい）[8]
  - ボーカル・コーラス、作詞・作曲担当。
- オノ シュンヤ（本名 小野駿也、おの しゅんや）
  - 北海道出身。ボーカル 、Youtubeチャンネル「あおいろハウス」の動画クリエイター担当。
- 織田智朗（おだ ともあき）
  - 石川県出身、作詞・作曲、ボーカル担当。

## 出演

### テレビ出演
- ものまねグランプリ（2017年9月27日、日本テレビ）〈松浦〉
- 音楽チャンプ（2017年11月19日、テレビ朝日）〈織田〉
- 家、ついて行ってイイですか?（2017年12月13日、テレビ東京）〈織田〉
- スッキリ（2019年2月15日、日本テレビ）〈松浦〉[9]
- アオハル (青春) TV（2019年3月10日、フジテレビ）〈松浦〉